# Берингштет
Берингштет (њем. Beringstedt) општина је у њемачкој савезној држави Шлезвиг-Холштајн. Једно је од 165 општинских средишта округа Рендсбург. Према процјени из 2010. у општини је живјело 750 становника. Посједује регионалну шифру (AGS) 1058015.

## Географски и демографски подаци
Берингштет се налази у савезној држави Шлезвиг-Холштајн у округу Рендсбург. Општина се налази на надморској висини од 14 метара. Површина општине износи 14,3 km². У самом мјесту је, према процјени из 2010. године, живјело 750 становника. Просјечна густина становништва износи 52 становника/km².